# Cautiva (película de 1998)
Cautiva (título original: Captive) es una película de suspenso dirigida por Roger Cardinal y protagonizada por Erika Eleniak y Michael Ironside.

## Argumento
Samantha Hoffman es una atractiva modelo que se ha casado con Sal Hoffman, un multimillonario empresario del mundo de la moda. También se ha convertido por el camino en la única heredera de su cuantiosa fortuna. Justo el día en que ambos están a punto de iniciar su luna de miel, Sal es asesinado. Ella parece por ello enloquecer y en un gesto de desesperación intenta suicidarse. El hermano de Sal, Joel le propone entonces descansar un tiempo en un sanatorio, cosa que accede a hacer. Sin embargo allí los médicos la retienen. Se da así cuenta que alguien al respecto ha tramado una conspiración con la intención de quedarse con su dinero y para ello retenerla en ese lugar para ello.

## Reparto
| Actor             | Papel             |
| ----------------- | ----------------- |
| Erika Eleniak     | Samantha Hoffman  |
| Michael Ironside  | Detective Briscoe |
| Catherine Colvey  | Dr. Kossim        |
| Adrienne Ironside | Lissy McHale      |
| Stewart Bick      | Joel Hoffman      |
| Noel Burton       | Dr. Hagar         |
| Laurel Paetz      | Enfermera Boland  |
| Jack Langedijk    | Sal Hoffman       |

## Recepción
Hoy en día la película ha sido valorada en portales cinematográficos. En IMDb, con 320 votos registrados, el filme obtiene una media ponderada de 4,6 sobre 10.